# Aeropuerto Los Perales
El Aeropuerto Los Perales (IATA: BHA, OACI: SESV) es un aeropuerto sirviendo al cantón San Vicente, Manabí. Fue inaugurado en 1950 por el presidente Galo Plaza Lasso y posteriormente, bajo el gobierno de Sixto Durán-Ballén (1992-1996), fue realizada una ampliación de la pista a su capacidad actual.
El aeropuerto está en una elevación de 3 metros (11 pies) sobre del nivel del mar. Solo tiene una pista de aterrizaje designada 14/32 con superficie de asfalto midiendo 7,227 pies (2,204 metros).
De ser el tercer aeropuerto ecuatoriano con mayor número de operaciones en 1987, pasó a no recibir vuelos regulares desde el 10 de agosto de 1996. Recibió vuelos con ayuda humanitaria durante el terremoto de Ecuador de 2016.

## Intentos de reapertura
Walter Cedeño, alcalde de San Vicente entre 2005 y 2009, pidió ya en 2007 a la extinta aerolínea estatal TAME que una vez por semana se hiciese la ruta Quito-Manta-San Vicente-Quito o Guayaquil-Portoviejo-San Vicente-Guayaquil, pero no hubo respuesta. Su sucesor en el cargo, Humberto García (alcalde de San Vicente entre 2009 y 2014), pidió a la entonces Aerogal (actual Avianca Ecuador) y nuevamente a TAME que cubriesen la ruta Quito-San Vicente-Quito, pero le indicaron que no existía demanda suficiente.
Rossana Ceballos, alcaldesa de San Vicente entre 2014 y 2022, junto al empresariado de los cantones San Vicente, Sucre, Jama, Pedernales, Bolívar y Chone han reclamado la reapertura y adecuación de este aeropuerto para vuelos nacionales e internacionales. Los mismos han denunciado que el aeropuerto se encuentra lleno de maleza, falta el cerramiento debido a robos y la terminal se encuentra muy deteriorada, debido a la falta de inversión y al poco uso.
En 2022 el diario El Universo informó que el municipio de San Vicente solicitó al gobierno de Guillermo Lasso el traspaso del aeropuerto del Gobierno ecuatoriano al municipio manabita, a fin de lograr inversiones extranjeras, rehabilitarlo y atraer aerolíneas.
El impacto económico de la reactivación de esta operación y todos los elementos que hacen parte de ella, beneficiará a más de 500.000 personas que viven la costa norte de Manabí. Se estima que se necesitarán 5,5 millones de dólares para reabrirlo, según un estudio del Comité Promotor de la Reactivación del Aeropuerto Los Perales.

## Antiguos destinos regulares
| Destinos                                                             | Aeropuertos                             | Aerolíneas | Desde | Año de cese |
| -------------------------------------------------------------------- | --------------------------------------- | ---------- | ----- | ----------- |
| [[Archivo:\|20x20px\|border\|Bandera de Pichincha]] Quito, Pichincha | Aeropuerto Internacional Mariscal Sucre | TAME       | Quito | 1996        |

## Estadísticas
| Pasajeros nacionales no regulares | Pasajeros nacionales no regulares |
| --------------------------------- | --------------------------------- |
| 2016                              | 16                                |
| 2017                              | 11                                |
| 2018-presente                     | 0                                 |

## Aeropuertos cercanos
- Aeropuerto Internacional Eloy Alfaro de Manta: 84,5 km (1h 30' en automóvil).